# 哀しみのプリズナー (アルバム)
『哀しみのプリズナー』（Prisoner in Disguise）は、リンダ・ロンシュタットが1975年に発表したアルバム。アサイラム・レコードからは2枚目となる。ロンシュタットのマルチ・プラチナとなる出世作『悪いあなた』に続く作品であり、ビルボードアルバムチャートにおけるロンシュタットの3枚のNo.1アルバムの最初の一枚となった。

## 履歴
ロンシュタットはジェームス・テイラー、リトル・フィートのローウェル・ジョージ、J.D.サウザー、そしてアンナ・マクギャリグルと言った友人であるソングライターの曲や、ジミー・クリフの曲、そしてドリー・パートンの「オールウェイズ・ラヴ・ユー」を解釈したものなどを選択した。このアルバムにはデヴィッド・キャンベルによるストリングス・アレンジがフィーチャーされている。ゲストミュージシャンのうち、 エミルー・ハリスはスタンダードナンバー「スイーテスト・ギフト」をロンシュタットともに歌っている。 
オリジナルのLPレコードのジャケットは見開きになっており、中央セクションには歌の歌詞が書かれたさまざまな紙片の写真が貼り付けたようにレイアウトされている。歌詞のほとんどはオリジナルのソングライター自身による手書きだった。 
トリシャ・イヤーウッドは、自身のアルバムプロデューサーとしてのキャリアのはじめに『哀しみのプリズナー』をインスピレーションとして例に挙げて「これこそが私が作りたい種類の音楽だ」と語った。

## 受賞
| 専門評論家によるレビュー      | 専門評論家によるレビュー |
| レビュー・スコア              | レビュー・スコア         |
| 出典                          | 評価                     |
| ----------------------------- | ------------------------ |
| オールミュージック            | [ 2 ]                    |
| Christgau's Record Guide      | B                        |
| ローリング・ストーン          | (mixed)                  |
| The Rolling Stone Album Guide | [ 5 ]                    |

## トラックリスト
| #   | タイトル                                                            | 作詞・作曲                                                                                       | 時間 |
| --- | ------------------------------------------------------------------- | ------------------------------------------------------------------------------------------------ | ---- |
| 1.  | 「バラのいたずら Love is a Rose」                                   | ニール・ヤング                                                                                   | 2:46 |
| 2.  | 「ジューク・ボックスの歌 Hey Mister, That's Me Up on the Jukebox」  | ジェームス・テイラー                                                                             | 3:56 |
| 3.  | 「ロール・アム・イージー Roll Um Easy」                             | ローウェル・ジョージ                                                                             | 2:58 |
| 4.  | 「ひとすじの涙 Tracks of my Tears」                                 | ワレン・”ピート”・ムーア, ウィリアム・”スモーキー”・ロビンソン・ジュニア, マーヴィン・タープリン | 3:12 |
| 5.  | 「哀しみのプリズナー Prisner in Disguise」                          | J.D.サウザー                                                                                     | 3:54 |
| 6.  | 「ヒート・ウェイヴ Heat Wave」                                      | ホーランド＝ドジャー＝ホーランド                                                                 | 2:46 |
| 7.  | 「メニー・リヴァース・トゥ・クロス Many Rivers to Cross」           | ジミー・クリフ                                                                                   | 4:05 |
| 8.  | 「スイーテスト・ギフト Sweetest Gift」                              | ジェームス・B・コーツ                                                                            | 3:00 |
| 9.  | 「アイム・フォーリング・ダウン You Tell Me That I'm Falling Down」  | キャロル・S・ホーランド, アンナ・マクギャリグル                                                  | 3:17 |
| 10. | 「アイ・ウィル・オールウェイズ・ラヴ・ユー I Will Always Love You」 | ドリー・パートン                                                                                 | 3:00 |
| 11. | 「シルバー・ブルー Silver Blue」                                    | J.D.サウザー                                                                                     | 3:03 |

## パーソネル
- リンダ・ロンシュタット – リード・ボーカル
- アンドリュー・ゴールド – アコースティック・ギター（1、3、4、6、9）、手拍子（1、6）、バッキング・ボーカル（1-4、6、7）、アコースティック・ピアノ（2、5、6、7、10）、シンセサイザー（2、6）、タンバリン（2、3、4、7、10）、エレクトリック・ピアノ（4、11）、エレクトリック・ギター（6、7、10、11）、ドラムス（6）、コンガ（6）、ハモンド・オルガン（7）、バグパイプ（9）
- ハーブ・ペダーソン – バンジョー（1）、バッキング・ボーカル（1、2、4）
- ダン・ダグモア – スティール・ギター（2、4、7、10、11）
- ローウェル・ジョージ – スライド・ギター（3）
- ダニー・コーチマー – エレクトリック・ギター（4）
- J.D.サウザー – アコースティック・ギター（5、11）、ハーモニー・ボーカル（5、11）
- エミルー・ハリス – アコースティック・ギター（8）、ハーモニー・ボーカル（8）
- デビッド・グリスマン – マンドリン（8）
- ジェームス・テイラー – アコースティック・ギター（9）
- エド・ブラック – エレクトリック・ギター（10）
- グレン・ハーディン – アコースティック・ピアノ（8）
- ケニー・エドワーズ – ベース・ギター（1-4、6-11）、バッキング・ボーカル（1-4、6、7）
- ラス・カンケル – ドラムス（1、2、7、9、10、11）
- ナイジェル・オルソン – ドラムス（3）
- デビッド・ケンパー – ドラムス（4）
- ピーター・アッシャー – シェイカー（1）、タンバリン（1）、手錠（1、6）、ギター（3）、カウベル（3）、カバサ（4）、バッキング・ボーカル（4）、バグパイプ（9）
- ジム・コナー – ハーモニカ（1）
- デヴィッド・リンドレー – フィドル（1、8、9）
- デヴィッド・キャンベル – 弦楽編曲と指揮（2-5、10）
- ドン・フランシスコ – バッキング・ボーカル（4）
- マリア・マルダー – ハーモニー・ボーカル（9）
- パット・ヘンダーソン – バッキング・ボーカル（10）
- ジュリア・ティルマン・ウォーターズ – バッキング・ボーカル（10）
- マキシン・ウィラード・ウォーターズ – バッキング・ボーカル（10）

### 製作
- ピーター・アッシャー – プロデューサー
- ヴァル・ギャレイ – エンジニア
- ダグ・サックス – マスタリング
- マスタリング・ラボ（カリフォルニア州ハリウッド）でマスタリング
- ジョン・コッシュ – カバーデザイン
- イーサン・ラッセル – 写真